# Ciriaco Benavente Mateos

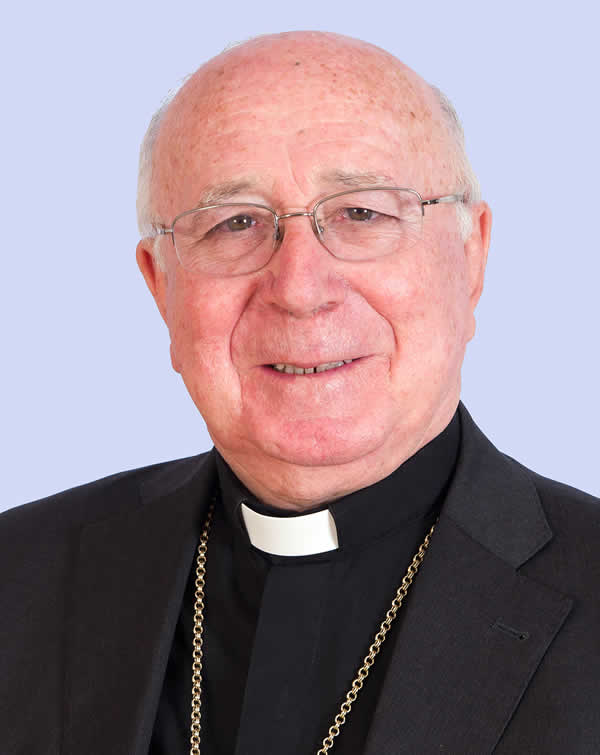
Bischof Ciriaco Benavente Mateos

Wappen von Ciriaco Benavente Mateos

Ciriaco Benavente Mateos (* 3. Januar 1943 in Malpartida de Plasencia, Spanien) ist ein spanischer Geistlicher und emeritierter römisch-katholischer Bischof von Albacete.

## Leben
Ciriaco Benavente Mateos empfing am 4. Juni 1966 das Sakrament der Priesterweihe für das Bistum Plasencia.
Am 17. Januar 1992 ernannte ihn Papst Johannes Paul II. zum Bischof von Coria-Cáceres. Der Apostolische Nuntius in Spanien, Erzbischof Mario Tagliaferri, spendete ihm am 22. März desselben Jahres die Bischofsweihe; Mitkonsekratoren waren der Erzbischof von Toledo, Marcelo Kardinal González Martín, und der Erzbischof von Burgos, Santiago Martínez Acebes. Am 16. Oktober 2006 ernannte ihn Papst Benedikt XVI. zum Bischof von Albacete. Die Amtseinführung erfolgte am 16. Dezember desselben Jahres.
Papst Franziskus nahm am 25. September 2018 seinen altersbedingten Rücktritt an.
2022 war er Apostolischer Administrator des vakanten Bistums Plasencia.